# 宗像氏国 (鎌倉時代)
宗像 氏国（むなかた うじくに）は、平安時代末期から鎌倉時代前期の筑前国の鎌倉御家人であり宗像大社大宮司である。

## 事績
治承・寿永の乱時には、白山城に居城を構えて宗像地方の中央部（現在の宗像市・福津市・宮若市・鞍手町の半分・岡垣町内浦郷）を支配した。鎌倉幕府成立後の文治5年（1189年）に宗像大社大宮司に任じられ、建久5年（1194年）と建暦3年（1213年）と建保6年（1218年）の三回に亘り同職に還職した。
貞応元年（1222年）7月27日、鎌倉幕府から大宮司としての支配権を認められる。1232年に同職を宗像氏経に譲って辞職した。